# Beaulieu-les-Fontaines
Beaulieu-les-Fontaines település Franciaországban, Oise megyében. Lakosainak száma 571 fő (2022. január 1.). Beaulieu-les-Fontaines Avricourt, Campagne, Candor, Écuvilly, Frétoy-le-Château, Margny-aux-Cerises, Ognolles, Solente, Champien és Ercheu községekkel határos.

## Népesség
A település népességének változása:
| Lakosok száma | 608  | 613  | 662  | 609  | 602  | 595  | 591  | 578  | 571  |
|               | 2013 | 2015 | 2016 | 2017 | 2018 | 2019 | 2020 | 2021 | 2022 |